# حوليات زوكنين
تاريخ زوكنين أو سجل زوكنين هو تاريخ للعصور الوسطى مكتوب باللغة السريانية الكلاسيكية، ويشمل الأحداث من قصة الخلق إلى ق. 775 م. من المرجح أنه تم إنتاجه في دير زوكنين [الإنجليزية] بالقرب من أمد (مدينة ديار بكر التركية الحديثة) على نهر دجلة العلوي. حُفظ العمل في مخطوطة واحدة مكتوبة بخط اليد (Cod. Vat. 162)، وهي الآن في الفاتيكان (في الرف: Vatican Sriac 162). يقدم الجزء الرابع من السجل وصفًا تفصيليًا لحياة المجتمعات المسيحية في الشرق الأوسط، بما في ذلك مناطق الشام وبلاد الرافدين وفلسطين ومصر، أثناء الفتح الإسلامي وبعده.

## التأليف
وقد نسبه الباحث أسماني إلى ديونيسيوس الأول تلماهاريو، وهو مؤرخ سرياني آخر من أواخر القرن الثامن (ومن هنا جاء الاسم المقترح تاريخ ديونيسيوس الزائف، والذي يستخدمه بعض العلماء). عند نشر الجزء الرابع من السجل بواسطة شابوت، أظهر ثيودور نولدكه،  وناو، أن أسماني كان مخطئًا، وأن الجزء الأكبر من السجل المذكور كان من عمل كاتب سابق، على الأرجح يشوع العمودي [الإنجليزية]، من زوكنين، الذي أُدرج اسمه في بيانات القرن التاسع لمخطوطة محفوظة تحتوي على السجل.
كان المؤلف مؤرخًا هاويًا، وكان هدفه هو التعليم الأخلاقي، وليس التاريخ في حد ذاته. من الواضح أن عمله يعتمد على أعمال سابقة، ولذلك اتُهم بالسرقة الأدبية. ومع ذلك، فإن كل شيء يشير إلى أنه كان صادقًا بشأن ما روايته. وبسبب هذه النوايا جزئيًا، وصف المؤلف في كثير من الأحيان العلامات المذكورة في هذه السيرة. يتضمن هذا السجل رسمًا لمذنب هالي في عام 760 ورسومات الشفق القطبي في حزيران 771/772 و773.

## البناء
يتكون السجل من أربعة أجزاء. الجزء الأول يمتد إلى عصر قسطنطين الكبير، وهو في الأساس نموذج لسجلات يوسابيوس [الإنجليزية]. الجزء الثاني يصل إلى ثيودوسيوس الثاني ويتبع عن كثب التاريخ الكنسي لسقراط القسطنطيني؛ بينما الجزء الثالث، الممتد إلى جوستين الثاني، يعيد إنتاج الجزء الثاني من تاريخ يوحنا الأفسسي (وهذا الجزء مهم جدًّا لأن هذا الجزء مفقود في مكان آخر). أما الجزء الرابع فهو ليس تجميعًا مثل الأجزاء الأخرى، بل هو العمل الأصلي للمؤلف ويصل إلى عام 774-775، وهو على ما يبدو التاريخ الذي كان يكتب فيه.
المخطوطة (Cod. Vat. 162) هي النسخة الأصلية، وهي في الواقع المسودة الأولى للمخطوطة. لا توجد مراجعة أو نسخة أخرى معروفة.
يحتوي السجل على بيانات تاريخية مختلفة عن المجتمعات المسيحية في الشرق الأدنى، وعلاقاتها الجيدة مع السلطات الإسلامية المحلية. ويحتوي أيضًا على ملاحظات حول الثقافة المحلية واللغات والشعوب المختلفة. عند الإشارة إلى شعبه، استخدم المؤلف مصطلح السريان والآراميين كمرادفات، وهو خاطئ وعرَّف شعبه بأنهم أبناء آرام، وفي تعليقه على هذا السؤال، أشار البروفيسور أمير حراك، وهو عالم آشوري بارز ومؤيد لاستمرارية الآشوريين، بصفته محررًا في صحيفة السجلات:
| حوليات زوكنين | كانت شمال سوريا (الجزيرة الفراتية حسب المصادر العربية)، موطن الآراميين منذ أواخر الألفية الثانية قبل الميلاد. وكان الناطقون بالسريانية من نسل هؤلاء الآراميين، كما يشير التعبير أعلاه؛ فقد تداخلوا مع مرور الزمن." | حوليات زوكنين |

في هذه السجلات، وتحت تأثير الرمزية التوراتية، اُستُخدم مصطلح الآشوريين ليدل مجازيًّا للعرب المسلمين باعتبارهم فاتحين وحكامًا للأرض، والذين تم وصفهم بلاغيًا، كما لاحظ أمير حراك، من خلال الاستخدام المكثف للإشارات التوراتية إلى العداء بين العبرانيين القدماء والآشوريين، وهو ما كان موضوعًا شائعًا في العديد من السجلات في العصور الوسطى.
ومن بين الأقسام المثيرة للاهتمام كتاب يسمى رؤيا المجوس [الإنجليزية]، والذي يوجد في الصفحات 17-25. تبدو القصة، وهي توسعة لقصة تمجيد المجوس للمسيح كما وردت في إنجيل متى، وكأنها ترجع إلى نقطة ما في القرن الثاني للقرن الخامس، ولكنها لم تُحفظ في أي مكان آخر غير سجل زوكنين.
تنتمي هذه السجلات إلى المصادر السريانية القليلة (مثل حياة سمعان الزيتوني [الإنجليزية]) من القرنين السابع والثامن والتي تسجل النشاط الاجتماعي والاقتصادي على المستوى الجزئي.